# Trachysphyrus poecileimon
Trachysphyrus poecileimon är en stekelart som beskrevs av Porter 1967. Trachysphyrus poecileimon ingår i släktet Trachysphyrus och familjen brokparasitsteklar. Inga underarter finns listade i Catalogue of Life.